# Goldtinte

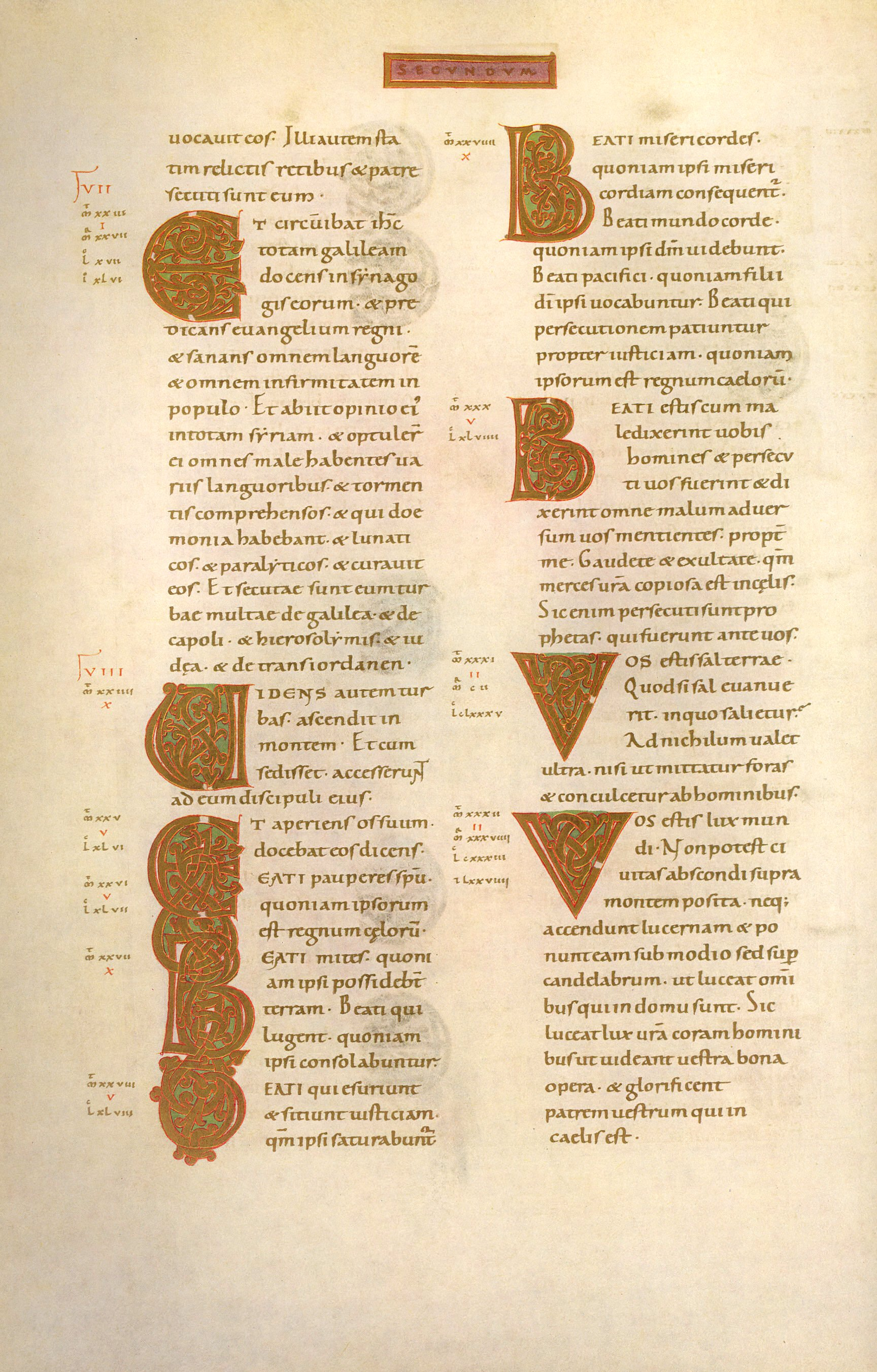
Initialen im Codex aureus Epternacensis

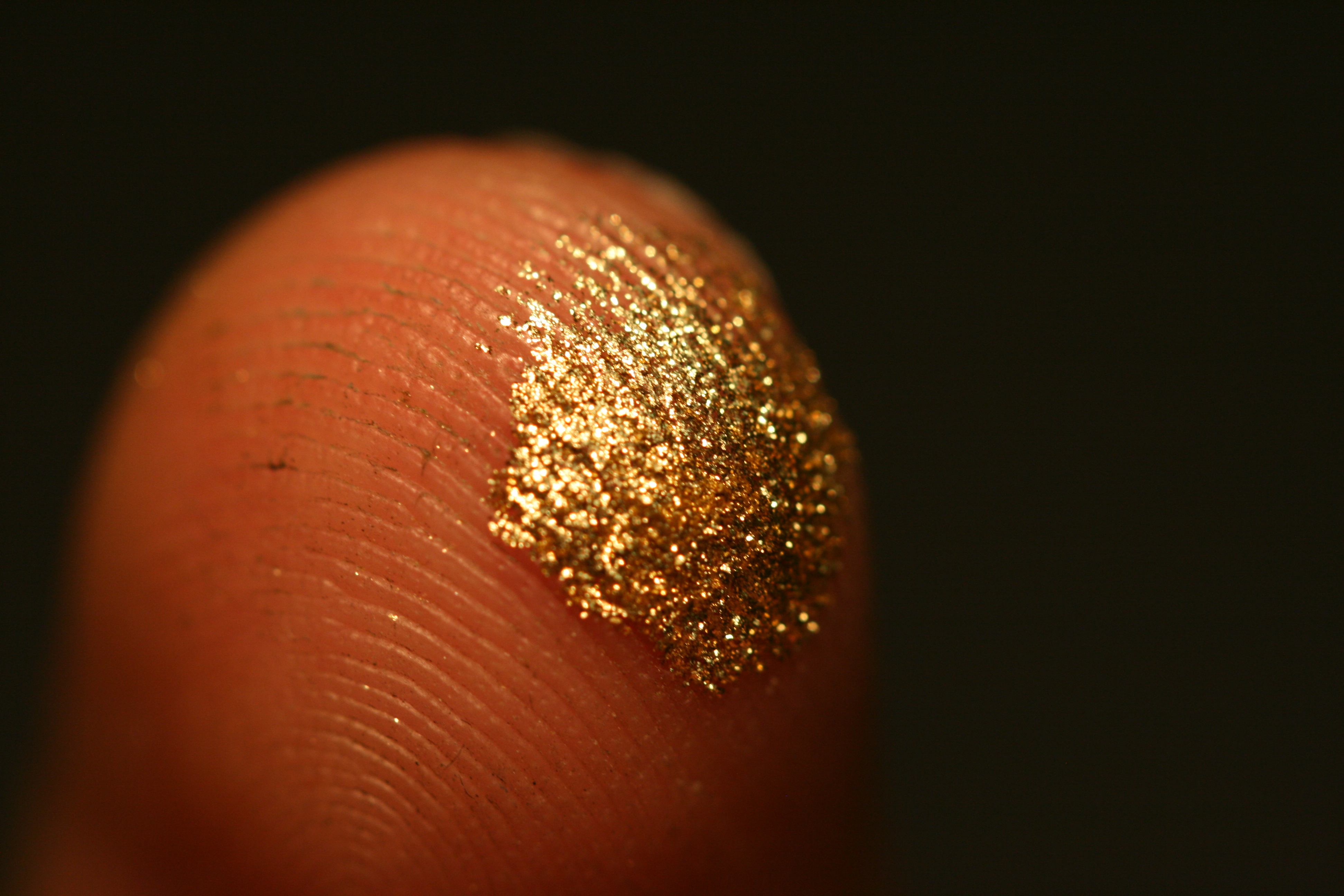
Bronzepulver auf einem Finger

Echte Goldtinte ist eine Tinte, die durch Beimischung von Metalleffektpigmenten aus Gold hergestellt wird.
Die Herstellung von Goldeffektfarben ist so alt wie das Handwerk der Goldschläger, deren „Abfälle“ aus der Herstellung des Blattgolds zusammen mit einem Bindemittel zu Farben oder Lacken verarbeitet werden. Für die Herstellung von Goldpulver wurden im Lauf der Zeit viele verschiedene Techniken angewendet. Bereits früh wurde versucht, die teure Zutat Gold durch andere Stoffe, etwa Messing, zu ersetzen, nachzuahmen oder vorzutäuschen. Mit Hilfe von Quecksilber lässt sich das Gold amalgamisieren. Die Schrift oder Zeichnung kann auch mit Hilfe eines Poliersteins poliert werden. Prachtvolle Miniaturen aus Goldtinte finden sich in mittelalterlichen Handschriften, etwa dem Codex Aureus Pultoviensis. Die Technik, in Handschriften Details mit Goldtinktur zu gestalten, nennt sich Chrysographie.
Echte Goldfarbe bezeichnet der Fachhandel seit langem als Muschelgold, dies hat aber nur insoweit mit Muscheln zu tun, als früher das Goldpigment in Muschelschalen gehandelt wurde. Neben den Pigmenten Fischsilber, Vermiculitpulver und Lapislazulipulver ist Goldpulver alias Muschelgold das kostbarste Pigment.

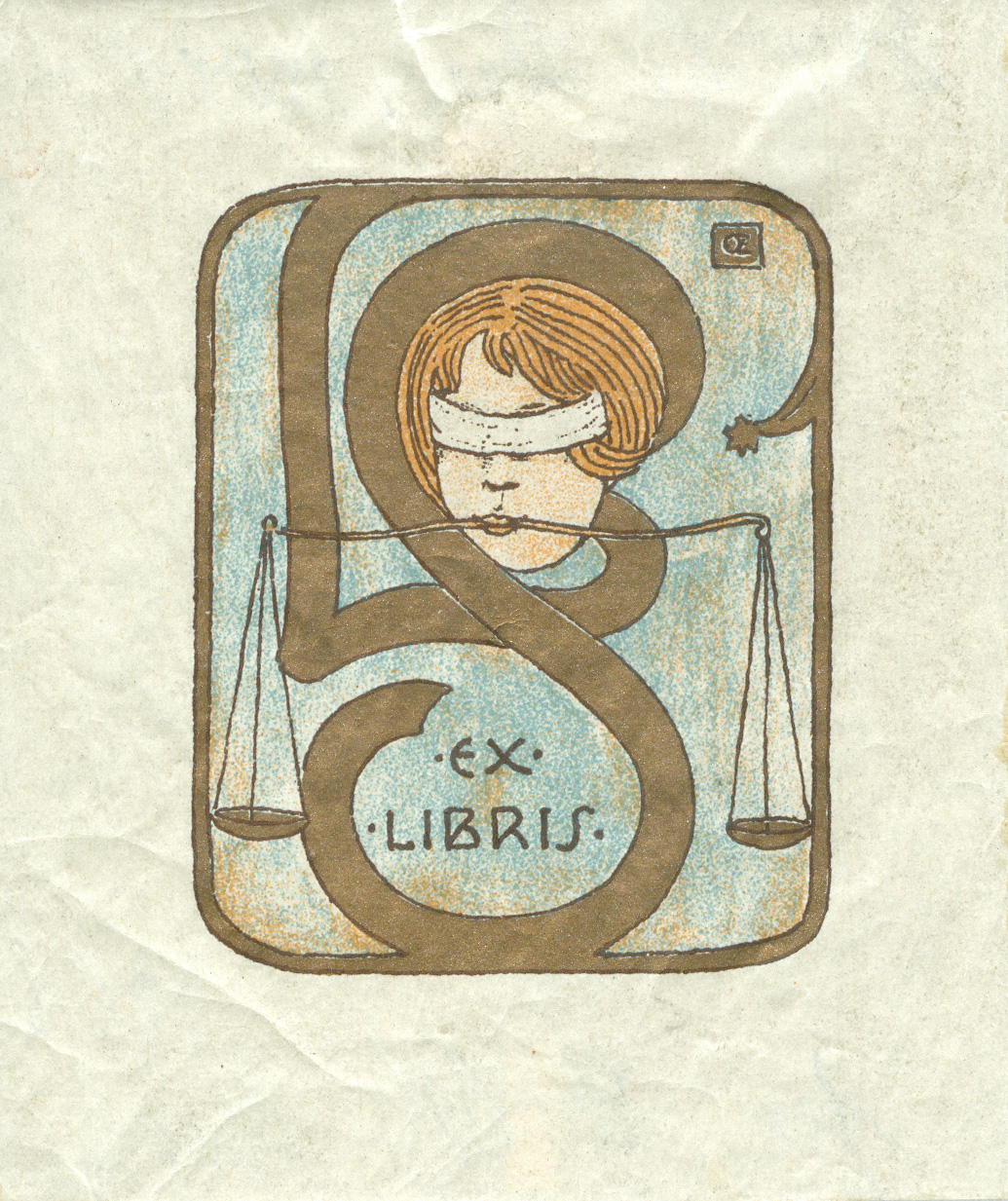
Exlibris gestaltet von Emil Orlik, mit Goldbronce gehöht, Berlin um 1905

Für die heute erhältliche „einfache Goldtinte“ bzw. „Goldbronze“ werden verschiedenfarbige Bronzepulver anstelle des Goldes verwendet, die ähnliche optische Eigenschaften erbringen, aber wesentlich günstiger sind; sie lassen sich jedoch nicht polieren und der Glanz wird wohl nicht die Jahrhunderte überdauern.